# Hans-Heinrich Wurmbach
Hans-Heinrich Wurmbach (* 12. Mai 1891 in Siegen; † 16. Dezember 1965 in Schleswig) war ein deutscher Admiral im Zweiten Weltkrieg.

## Leben
Wurmbach trat am 1. April 1911 als Seekadett in die Kaiserliche Marine ein und kam ein Jahr nach seiner Schiffausbildung auf dem Großen Kreuzer Hansa an die Marineschule Mürwik. Dort erhielt er seine Ernennung zum Fähnrich zur See am 15. April 1912. Nach Beendigung seiner Schulausbildung kam er auf den Kleinen Kreuzer Straßburg.
Nach Ausbruch des Ersten Weltkriegs wurde Wurmbach am 3. August 1914 zum Leutnant zur See befördert und bis 17. Dezember 1916 auf der Straßburg eingesetzt. Anschließend absolvierte er einen U-Boot-Lehrgang und kam dann als Wachoffizier auf das U-Boot U A. Am 23. April 1917 erfolgte seine Versetzung in das Mittelmeer zur dortigen U-Boot-Flottille. Am 26. April 1917 wurde Wurmbach zum Oberleutnant zur See befördert und als Wachoffizier auf U 38 kommandiert. Vom 16. November 1917 bis zum 18. Januar 1918 fungierte er als Kommandant des Bootes. Im September 1918 wurde Wurmbach zu einem Kommandanten-Lehrgang an die Marineschule abkommandiert und anschließend übernahm er am 10. Oktober 1918 das gerade neu in Dienst gestellte U-Boot UC 101. Für sein Wirken wurde er mit beiden Klassen des Eisernen Kreuzes, dem U-Boot-Kriegsabzeichen, dem Hanseatenkreuz Lübeck, dem Österreichischen Militärverdienstkreuz III. Klasse mit der Kriegsdekoration sowie dem Eisernen Halbmond ausgezeichnet.
Nach Kriegsende wurde er zunächst am 17. November 1918 zur Verfügung gestellt. Wurmbach schloss sich am 15. März 1919 der Marine-Brigade Ehrhardt an, wurde dann jedoch in die Reichsmarine übernommen, wo er am 1. März 1921 zum  Kapitänleutnant befördert wurde und bis zum 2. Januar 1922 als Ausbilder an der Marineschule in Mürwik tätig war. Anschließend war er Adjutant des Chefs der Marineleitung. Im Oktober 1925 kam Wurmbach  als Adjutant und Torpedooffizier an Bord des Leichten Kreuzers Emden. Am 2. April 1928 erfolgte seine Versetzung nach Kiel als Adjutant der dortigen Kommandantur, und vom 1. Oktober 1928 bis zum 3. Januar 1930 diente er beim Stab und dann als Kompaniechef an der Marineschule Friedrichsort. Am 1. April 1929 erfolgte seine Beförderung zum Korvettenkapitän. Vom 4. Januar 1930 bis zum 30. September 1932 war er Referent beim Inspekteur des Bildungswesens der Marine in Kiel, und am 1. Oktober 1932 wechselte er als Erster Offizier zurück auf die Emden. Noch vor der Indienststellung des neuen Panzerschiffs Deutschland wurde Wurmbach am 19. Januar 1933 zur Deutschland versetzt, wo er ab 1. April 1933 als Erster Offizier Dienst tat. Am 28. September 1934 wurde er von dem Schiff abberufen, am 1. Oktober 1934 zum Fregattenkapitän befördert. Nur vier Tage später wurde Wurmbach zum Marineattaché an der Deutschen Botschaft in Rom ernannt. Botschafter war zu dieser Zeit Ulrich von Hassell (1881–1944). Sein Verwendung endete am 21. September 1936 und nach seiner Rückkehr nach Deutschland kam er unter gleichzeitiger Beförderung zum Kapitän zur See am 1. Oktober zum Oberkommando der Marine nach Berlin. Am 31. Oktober 1938 wurde Wurmbach zum Kommandanten des Panzerschiffs Admiral Scheer ernannt.
In den ersten Wochen des Zweiten Weltkriegs kam das Schiff nicht zum Einsatz. Am 24. Oktober 1939 wurde Wurmbach zum Chef des Stabes der Marinestation der Ostsee ernannt. In dieser Dienststellung wurde er am 1. September 1940 zum Konteradmiral befördert. Ab 15. Mai 1942 fungierte Wurmbach als Admiral Schwarzes Meer, und am 1. September 1942 wurde er Vizeadmiral. Vom 10. November 1942 bis zum 18. März 1943 war Wurmbach krankheitsbedingt nicht dienstfähig. Nach seiner Gesundung war er zunächst Kommandierender Admiral Dänemark, erhielt am 28. Dezember 1943 das Deutsche Kreuz in Gold und nach der Umgliederung der Dienststelle vom 16. April 1944 bis zur deutschen Gesamtkapitulation am 8. Mai 1945 „Kommandierender Admiral Skagerrak“. Am 1. Oktober 1944 wurde er zum Admiral befördert. Nach Kriegsende fungierte er noch bis zu seiner Verabschiedung am 4. August 1945 auf Veranlassung der Alliierten als Befehlshaber der deutschen Marinestreitkräfte in Dänemark und war für deren Rückführung verantwortlich.